# 《蜘蛛侠：平行宇宙》获奖名单
《蜘蛛侠：平行宇宙》是哥倫比亞影業、索尼动画、漫威娛樂联合制作的2018年美国计算机动画超級英雄電影，索尼影业发行，鲍勃·佩尔西凯蒂、彼得·拉姆齐、罗德尼·罗斯曼执导，罗斯曼与菲尔·罗德编剧。电影聚焦“蜘蛛平行宇宙”，讲述非裔－拉美裔混血少年迈尔斯·莫拉雷斯（沙梅克·摩尔配音）与其他平行宇宙的蜘蛛俠联手，从金并（李佛·薛伯配音）为首的超级恶魔手中救纽约于水火；其他主要配音演员包括馬赫夏拉·阿里、尼古拉斯·凯奇、布萊恩·泰瑞·亨利、傑克·約翰森、约翰·木兰尼、海莉·史坦菲德。本片是蜘蛛侠系列电影首部动画长片。
影片2018年12月1日在洛杉矶西木区福克斯剧院首映，同月14日在美国院线发行，以九千万美元预算取得超3.75亿美元全球票房。爛番茄收集本片392篇评论，认可度达九成七。Metacritic根据收集的50篇评论给予本片加权平均分87（最高100），代表“普遍好评”。市场研究机构影院评分对北美洲观众开展民意调查，平均打分已是最高的“A+”，PostTrak的观众民调给予五星评级，好评度达九成，八成观众“明确推荐”。
《蜘蛛侠：平行宇宙》获众多荣誉肯定，其中又以最佳动画片奖最多。电影获第91届奥斯卡最佳动画片奖，还拿下金球獎最佳動畫和英国电影学院奖最佳动画片。电影在第46届安妮奖角逐入围最佳动画片等七项大奖，最后无一落空。影片拿下美国制片人工会奖最佳动画片，并获第17届视觉效果工会奖最佳动画片视觉效果等四项大奖。

## 荣誉
| 机构                    | 颁发日期       | 奖项                         | 提名人                                                                                        | 结果 | 参考          |
| ----------------------- | -------------- | ---------------------------- | --------------------------------------------------------------------------------------------- | ---- | ------------- |
| 奥斯卡金像奖            | 2019年2月24日  | 最佳动画长片                 | 鲍勃·佩尔西凯蒂、彼得·拉姆齐、罗德尼·罗斯曼、菲爾·洛德與克里斯多福·米勒                       | 獲獎 | [ 12 ]        |
| 非洲裔美國影評人協會    | 2018年12月11日 | 最佳动画片                   | 《蜘蛛侠：平行宇宙》                                                                          | 獲獎 | [ 18 ]        |
| 女性电影记者联盟        | 2019年1月10日  | 最佳动画片                   | 鲍勃·佩尔西凯蒂、彼得·拉姆齐、罗德尼·罗斯曼                                                   | 獲獎 | [ 19 ] [ 20 ] |
| 女性电影记者联盟        | 2019年1月10日  | 最佳女动画角色               | 海莉·史坦菲德饰關·史黛西                                                                      | 提名 | [ 19 ] [ 20 ] |
| 美国电影剪辑工会        | 2019年2月1日   | 最佳动画片剪辑               | 小罗伯特·费舍尔                                                                               | 獲獎 | [ 21 ]        |
| 全美音樂獎              | 2019年11月24日 | 年度合作                     | 太阳花                                                                                        | 提名 | [ 22 ]        |
| 全美音樂獎              | 2019年11月24日 | 最佳流行或摇滚歌曲           | 太阳花                                                                                        | 提名 | [ 22 ]        |
| 安妮獎                  | 2019年2月2日   | 最佳动画片                   | 阿维·阿拉德、艾米·帕斯卡尔、菲尔·罗德、克里斯托弗·米勒、克里斯蒂娜·斯坦伯格                   | 獲獎 | [ 15 ]        |
| 安妮獎                  | 2019年2月2日   | 最佳动画片角色动画           | 韩大卫                                                                                        | 獲獎 | [ 15 ]        |
| 安妮獎                  | 2019年2月2日   | 最佳动画片角色设计           | 金时允                                                                                        | 獲獎 | [ 15 ]        |
| 安妮獎                  | 2019年2月2日   | 最佳动画片导演               | 鲍勃·佩尔西凯蒂、彼得·拉姆齐、罗德尼·罗斯曼                                                   | 獲獎 | [ 15 ]        |
| 安妮獎                  | 2019年2月2日   | 最佳动画片艺术指导           | 贾斯汀·汤普森                                                                                 | 獲獎 | [ 15 ]        |
| 安妮獎                  | 2019年2月2日   | 最佳动画片编剧               | 菲尔·罗德、罗德尼·罗斯曼                                                                      | 獲獎 | [ 15 ]        |
| 安妮獎                  | 2019年2月2日   | 最佳动画片剪辑               | 鲍勃·费希尔、安德鲁·莱维顿、威韦克·沙马                                                       | 獲獎 | [ 15 ]        |
| 藝術指導工會            | 2019年2月2日   | 最佳动画片艺术指导           | 贾斯汀·汤普森                                                                                 | 提名 | [ 23 ]        |
| 万隆电影节              | 2019年11月23日 | 荣誉进口片                   | 《蜘蛛侠：平行宇宙》                                                                          | 獲獎 | [ 24 ]        |
| 黑人娱乐电视大奖        | 2019年6月23日  | 最佳电影                     | 《蜘蛛侠：平行宇宙》                                                                          | 提名 | [ 25 ]        |
| 黑卷轴奖                | 2019年2月7日   | 最佳配音                     | 馬赫夏拉·阿里                                                                                 | 提名 | [ 26 ] [ 27 ] |
| 黑卷轴奖                | 2019年2月7日   | 最佳配音                     | 布萊恩·泰瑞·亨利                                                                              | 提名 | [ 26 ] [ 27 ] |
| 黑卷轴奖                | 2019年2月7日   | 最佳配音                     | 沙梅克·摩尔                                                                                   | 獲獎 | [ 26 ] [ 27 ] |
| 英国电影学院奖          | 2019年2月10日  | 最佳动画片                   | 鲍勃·佩尔西凯蒂、彼得·拉姆齐、罗德尼·罗斯曼、菲尔·罗德                                        | 獲獎 | [ 14 ]        |
| 芝加哥影评人协会        | 2018年12月7日  | 最佳动画片                   | 《蜘蛛侠：平行宇宙》                                                                          | 獲獎 | [ 28 ]        |
| 佛罗里达影评人协会      | 2018年12月21日 | 最佳动画片                   | 《蜘蛛侠：平行宇宙》                                                                          | 提名 | [ 29 ]        |
| 乔治亚影评人协会        | 2019年1月12日  | 最佳动画片                   | 《蜘蛛侠：平行宇宙》                                                                          | 獲獎 | [ 29 ]        |
| 电影音效工会            | 2019年2月16日  | 最佳动画片音效               | 布莱恩·史密斯、亚伦·哈森、霍华德·朗敦、迈克尔·斯曼内科、托尼·兰姆伯蒂、萨姆·奥克尔、兰迪·辛格 | 提名 | [ 30 ]        |
| 评论家选择电影奖        | 2019年1月13日  | 最佳动画片                   | 鲍勃·佩尔西凯蒂、彼得·拉姆齐、罗德尼·罗斯曼                                                   | 獲獎 | [ 31 ]        |
| 达拉斯—沃斯堡影评人协会 | 2018年12月17日 | 最佳动画片                   | 《蜘蛛侠：平行宇宙》                                                                          | 亚军 | [ 29 ]        |
| 底特律影评人协会        | 2018年12月3日  | 最佳动画片                   | 《蜘蛛侠：平行宇宙》                                                                          | 獲獎 | [ 32 ]        |
| 金球獎                  | 2019年1月6日   | 最佳动画片                   | 鲍勃·佩尔西凯蒂、彼得·拉姆齐、罗德尼·罗斯曼、菲尔·罗德、克里斯托弗·米勒、艾米·帕斯卡尔        | 獲獎 | [ 13 ]        |
| 金酸莓獎                | 2019年2月23日  | 最佳贖莓獎                   | 索尼动画                                                                                      | 提名 | [ 33 ]        |
| 金卷轴奖                | 2019年2月17日  | 动画片音效剪辑               | 《蜘蛛侠：平行宇宙》                                                                          | 獲獎 | [ 34 ]        |
| 金卷轴奖                | 2019年2月17日  | 长片电影配乐音效剪辑         | 《蜘蛛侠：平行宇宙》                                                                          | 獲獎 | [ 34 ]        |
| 金番茄奖                | 2019年1月11日  | 最佳动画片                   | 《蜘蛛侠：平行宇宙》                                                                          | 獲獎 | [ 35 ] [ 36 ] |
| 金番茄奖                | 2019年1月11日  | 最佳大范围上映电影           | 《蜘蛛侠：平行宇宙》                                                                          | 提名 | [ 35 ] [ 36 ] |
| 金预告片奖              | 2019年5月29日  | 电影长片类最佳音乐电视预告片 | 《火腿》                                                                                      | 提名 | [ 37 ]        |
| 金预告片奖              | 2019年5月29日  | 最佳长片预告片               | 《火腿》                                                                                      | 提名 | [ 37 ]        |
| 葛萊美獎                | 2020年1月26日  | 年度制作                     | 太阳花                                                                                        | 提名 | [ 38 ]        |
| 葛萊美獎                | 2020年1月26日  | 最佳流行二重唱或团体演出     | 太阳花                                                                                        | 提名 | [ 38 ]        |
| 葛萊美獎                | 2020年1月26日  | 最佳视觉媒体配乐汇编         | 《蜘蛛侠：平行宇宙》                                                                          | 提名 | [ 38 ]        |
| 音乐督导工会奖          | 2019年2月13日  | 最佳电影插曲或录音           | 太阳花                                                                                        | 提名 | [ 39 ]        |
| 音乐督导工会奖          | 2019年2月13日  | 最佳电影预告片音乐督导       | 乔丹·西尔弗伯格：“一号预告片”                                                                 | 提名 | [ 39 ]        |
| 哈维奖                  | 2019年10月4日  | 最佳动漫 改编                | 《蜘蛛侠：平行宇宙》：哥伦比亚影业、索尼影视动画，根据漫威娱乐《蜘蛛侠》改编                  | 獲獎 | [ 40 ]        |
| 休斯顿影评人协会        | 2018年12月17日 | 最佳动画片                   | 《蜘蛛侠：平行宇宙》                                                                          | 獲獎 | [ 41 ]        |
| 雨果奖                  | 2019年8月18日  | 最佳长片戏剧表现             | 《蜘蛛侠：平行宇宙》                                                                          | 獲獎 | [ 42 ]        |
| 国际影迷协会            | 2019年2月4日   | 最佳动画片                   | 《蜘蛛侠：平行宇宙》                                                                          | 亚军 | [ 43 ]        |
| 儿童选择奖              | 2019年3月23日  | 最佳动画片                   | 《蜘蛛侠：平行宇宙》                                                                          | 提名 | [ 44 ]        |
| 儿童选择奖              | 2019年3月23日  | 最佳动画片男配音             | 沙梅克·摩尔                                                                                   | 提名 | [ 44 ]        |
| 儿童选择奖              | 2019年3月23日  | 最佳动画片女配音             | 海莉·斯坦菲尔德                                                                               | 提名 | [ 44 ]        |
| 洛杉磯影評人協會        | 2018年12月9日  | 最佳动画片                   | 《蜘蛛侠：平行宇宙》                                                                          | 獲獎 | [ 29 ]        |
| 电影指南奖              | 2019年2月8日   | 最佳家庭片                   | 《蜘蛛侠：平行宇宙》                                                                          | 提名 | [ 45 ]        |
| MTV影視大獎             | 2019年6月17日  | 最佳电影                     | 《蜘蛛侠：平行宇宙》                                                                          | 提名 | [ 46 ]        |
| 有色人种进步协会形象奖  | 2019年3月30日  | 最佳配乐或合辑               | 《蜘蛛侠：平行宇宙》                                                                          | 提名 | [ 47 ]        |
| 有色人种进步协会形象奖  | 2019年3月30日  | 最佳人物配音                 | 马赫沙拉·阿里                                                                                 | 提名 | [ 47 ]        |
| 有色人种进步协会形象奖  | 2019年3月30日  | 最佳人物配音                 | 沙梅克·摩尔                                                                                   | 提名 | [ 47 ]        |
| 國家影評人協會          | 2019年1月5日   | 最佳男配角                   | 布莱恩·泰里·亨利                                                                              | 亚军 | [ 48 ]        |
| 紐約影評人協會          | 2018年11月29日 | 最佳动画片                   | 《蜘蛛侠：平行宇宙》                                                                          | 獲獎 | [ 49 ]        |
| 纽约在线影评人协会      | 2018年12月9日  | 最佳动画片                   | 《蜘蛛侠：平行宇宙》                                                                          | 獲獎 | [ 29 ]        |
| 在线影评人协会          | 2018年12月15日 | 最佳动画片                   | 《蜘蛛侠：平行宇宙》                                                                          | 獲獎 | [ 29 ]        |
| 美國製片人協會          | 2019年1月19日  | 最佳动画片                   | 阿维·阿拉德、菲尔·罗德、克里斯托弗·米勒、艾米·帕斯卡尔、克里斯蒂娜·斯坦伯格                   | 獲獎 | [ 16 ]        |
| 雷·布雷德伯里奖         | 2019年5月18日  | 最佳戏剧表现                 | 《蜘蛛侠：平行宇宙》                                                                          | 獲獎 | [ 50 ]        |
| 聖地牙哥影評人協會      | 2018年12月10日 | 最佳动画片                   | 《蜘蛛侠：平行宇宙》                                                                          | 亚军 | [ 51 ]        |
| 旧金山影评人协会        | 2018年12月9日  | 最佳动画片                   | 《蜘蛛侠：平行宇宙》                                                                          | 獲獎 | [ 52 ]        |
| 土星獎                  | 2019年9月13日  | 最佳漫画改编电影             | 《蜘蛛侠：平行宇宙》                                                                          | 提名 | [ 53 ] [ 54 ] |
| 土星獎                  | 2019年9月13日  | 最佳动画片                   | 《蜘蛛侠：平行宇宙》                                                                          | 獲獎 | [ 53 ] [ 54 ] |
| 西雅图影评人协会        | 2018年12月17日 | 最佳动画片                   | 《蜘蛛侠：平行宇宙》                                                                          | 獲獎 | [ 55 ]        |
| 西南偏南                | 2019年3月12日  | 最佳片名设计                 | 布莱恩·马赫、詹姆斯·拉米雷斯                                                                  | 獲獎 | [ 56 ]        |
| 圣路易斯影评人协会      | 2018年12月16日 | 最佳动画片                   | 《蜘蛛侠：平行宇宙》                                                                          | 獲獎 | [ 57 ]        |
| 青少年选择奖            | 2019年8月11日  | 最佳动作片                   | 《蜘蛛侠：平行宇宙》                                                                          | 提名 | [ 58 ]        |
| 青少年选择奖            | 2019年8月11日  | 最佳或嘻哈风歌曲             | 太阳花                                                                                        | 提名 | [ 58 ]        |
| 多伦多影评人协会        | 2018年12月9日  | 最佳动画片                   | 《蜘蛛侠：平行宇宙》                                                                          | 提名 | [ 29 ]        |
| 视觉效果工会            | 2019年2月5日   | 最佳动画片视觉效果           | 约书亚·贝弗里奇、克里斯蒂安·海涅尔、丹尼·迪米安、布雷特·圣克莱尔                              | 獲獎 | [ 17 ]        |
| 视觉效果工会            | 2019年2月5日   | 最佳动画片动画人物           | 迈尔斯·莫拉雷斯：马科斯·康、查特·贝尔图、温贝托·罗莎、朱莉·伯尼埃·戈塞林                      | 獲獎 | [ 17 ]        |
| 视觉效果工会            | 2019年2月5日   | 最佳动画片环境创造           | 纽约图形景象：特里·帕克、布雷特·圣克莱尔、金伯利·利普特拉普、戴夫·莫黑德                      | 獲獎 | [ 17 ]        |
| 视觉效果工会            | 2019年2月5日   | 最佳动画片模拟效果           | 伊恩·法恩斯沃思、帕夫·格罗乔拉、西蒙·科博、布赖恩·卡斯珀                                      | 獲獎 | [ 17 ]        |
| 华盛顿特区影评人协会    | 2018年12月3日  | 最佳动画片                   | 鲍勃·佩尔西凯蒂、彼得·拉姆齐、罗德尼·罗斯曼                                                   | 提名 | [ 59 ]        |
| 华盛顿特区影评人协会    | 2018年12月3日  | 最佳动画配音                 | 沙梅克·摩尔                                                                                   | 提名 | [ 59 ]        |